# Dacrycarpus steupii
Dacrycarpus steupii é uma espécie de conífera da família Podocarpaceae.
Apenas pode ser encontrada no seguinte país: Indonésia.
Está ameaçada por perda de habitat.